# Neoris
Genre
Le genre Neoris regroupe des papillons appartenant à la famille des Saturniidae. Ce genre est originaire de l'Asie et du sud-est de l'Europe.

## Taxonomie
Ce genre a été décrit en 1862 par Frederic Moore dans le premier volume de la 3e série de The transactions of the entomological society of London.